# Шивасваті Сатавахана
Шивасваті (д/н — 112) — магараджа Сатаваханського царства у 84—112 роках.

## Життєпис
Він згадується в усіх Пуранах, крім Брахманди, заякими панував 28 років. Припускають, що саме під час йогоправління Сатавахани зазнали поразки від Західних Кштарапів на чолі із Чаштаною, війська яких пройшли вглиб Сатаваханського царства, досягши теперішньої Північної Махараштри і зайняли райони Пуне і Нашик. Як наслідок Шивасваті залишшив свою столицю Шрікакулам, заснувавши нову — Прастістхану.
Йому спадкував син Гаутаміпутра Сатакарні.